# Mahmoud Hodjjati
Mahmoud Hodjjati (en persan : محمود حجتی / Maḥmud Ḥojjati, né le 9 octobre 1955) est un homme politique iranien, ministre de l'Agriculture de 2001 à 2005, puis de 2013 à 2019.